# Zack Lee
Zack Lee (né Zack Lee Jowono), est un acteur, boxeur et entrepreneur indonésien né le 15 août 1984 à Liverpool au Royaume-Uni. Il est surtout connu internationalement comme étant le mari de Nafa Urbach.

## Biographie
Zack est né le 15 août 1984 à Liverpool, au Royaume-Uni, son père Hendra Jowono est métissé chinois-javanais, tandis que sa mère Ayu est née d'un père anglais et d'une mère indonésienne. Deuxième d'une famille de cinq enfants, ses parents divorcent quand il a trois ans, c'est son père qui hérite de la garde des enfants et qui repart vivre en Indonésie puis en Australie après avoir quitté son épouse. Zack repart néanmoins vivre aux côtés de sa mère quand il a l'âge de seize ans mais ses relations avec cette dernière étant orageuse, il finit par s'installer chez sa grand-mère paternelle à Jakarta. 
Ancien délinquant endurci et ex-membre d'un gang, en raison de son tempérament violent, Zack a effectué à plusieurs reprises au cours de son adolescence des séjours en maison de correction entre autres pour trafic de drogue et agression diverses, ainsi qu'en prison au début de sa vie adulte,. Très sportif, Zack excelle également dans le domaine de la boxe, du ju-jitsu et du basket-ball,.
Élevée dans la foi bouddhiste de son père il se convertit au christianisme à l'âge de dix-huit ans après avoir lut et étudier la Bible qu'il avait découvert au cours d'un de ces séjours en prison. C'est finalement par le biais de sa compagne Nafa Urbach qu'il va commencez grâce à son soutien et à son influence à faire son entrée dans le monde du divertissement.

## Carrière
Le succès de Zack à l'écran s'est principalement calqué dans le milieu des années 2000 dans des séries télévisées indonésiennes,, où il incarne en référence plausible à son passé criminel des rôles de mauvais garçon. Sa première apparition notable au cinéma a commencé avec la sortie du film d'action Bad Wolves où sur fond de guerre entre trafiquants de drogue il incarne le rôle de Rizo, un chef de gang impitoyable. Le film eut un succès mitigé à l'Indonésie tout comme à l'étranger à cause du caractère sadique, explicite et violent de nombreuses scènes.
En 2014, son image au niveau international ne fait que se renforcer après que le réalisateur gallois Gareth Evans le sélectionne pour jouer dans The Raid 2: Berandal aux côtés des acteurs Iko Uwais, Yayan Ruhian et Arifin Putra dont le tournage eut lieu en 2012.

## Vie privée
Zack n'a même pas dix-neuf ans quand il rencontre lors d'une sortie avec des amis en boîte de nuit, la chanteuse indonésienne Nafa Urbach au cours du printemps 2003. Leur relation avait fortement été médiatisée compte tenu à la fois de leur différence d'âge et de conviction religieuse bien qu'ils aient déclaré que cela ne les empêchait pas de s'aimer.
Cependant des rumeurs dans la presse ont commencé à affirmer que Nafa se serait mise à fréquenter régulièrement l'église le dimanche au cours de la même année. bien qu'ils aient initialement refuser de commenter les ragots, Nafa a finalement confirmée le 30 septembre 2003 qu'elle s'était bel et bien convertie au protestantisme. À la suite de l'annonce de cette nouvelle, elle a déclaré avoir pris cette décision de son plein gré et que Zack n'a eu aucune influence dans son choix. La presse à scandale fut très partagée à la suite de cette révélation, ainsi que certains groupuscules islamiques indonésiens qualifiant ouvertement cette décision d'apostasie, acte qui n'est en lui-même pas vu d'un très bon œil aux yeux de la société musulmane conservatrice indonésienne.
Zack et Nafa ont par la suite annoncé officiellement leurs fiançailles le 20 décembre 2004 à la télévision indonésienne. Le couple se marie à l'église Immanuel de Jakarta, le 16 février 2007. Ils effectuent peu après leur voyage de noces aux États-Unis avant de l'achever par un pèlerinage en Terre sainte à Jérusalem.
De cette union le couple a eu une fille, Mikhaela Lee Jowono qui est née le 8 février 2011, Nafa avait précédemment fait une fausse couche au cours de l'été 2007 alors qu'elle était à l'époque enceinte de 2 mois.

## Filmographie

### Cinéma
- 2005 : Bad Wolves
- 2008 : Drown Boy, Drown
- 2014 : The Raid 2
- 2014 : Wanita Berdarah
- 2015 : Midnight Show
- 2016 : Headshot
- 2018 : The Night Comes for Us

### Télévision
- Ilalang Sepanjang Jalan
- Preman Kampus
- Kugapai Cintamu
- Ilalang
- Karnaval
- Gadis
- Manusia Harimau